# Chloropetalia soarer
Chloropetalia soarer is een echte libel (Anisoptera) uit de familie van de Chlorogomphidae.
De wetenschappelijke naam van de soort werd in 2002 gepubliceerd door Wilson.